# إيشوعياب الثالث
إيشوعياب الثالث الحديابي (ح. 580 - 659) (بالسريانية: ܝܫܘܥܝܗܒ ܬܠܬܝܐ)‏ أحد بطاركة كنيسة المشرق بين (650-659).

## سيرته
ولد إيشوعياب لعائلة ثرية في بلدة قبلانا في حدياب (أربيل حاليا) وتتلمذ في مدرسة نصيبين، غير أنه ترك المدرسة مع ثلة من زملائه احتجاجا على مواقف عميدها حنانا التي رفضتها كنيسة المشرق واعتبرتها هرطوقية.
انضم لدير بيث عابي وسرعان ما أصبح تلميذا لرئيس الدير الربان يعقوب.
انتخب سنة 628 أسقفا على نينوى وشارك في وفد أرسلته الملكة الساسانية بوران لطلب الصلح من الإمبراطور البيزنطي هرقل عقب انتصار الأخير خلال الحرب الساسانية-البيزنطية.
سيم حوالي سنة 637 مطرانا على حدياب مسقط رأسه، وعرف بمواقفه المعادية للاهوتي سهدونا الماحوزي الذي دعا لصيغة «القنوما الواحد» في وصف طبيعة المسيح.
انتخب إيشوعياب لاحقا كبطريرك لكنيسة المشرق حوالي 649/650 وجلس على كرسي سلوقية-قطيسفون حتى وفاته.
اتسمت علاقته بالمسلمين الذين بسطوا سيطرتهم على العراق بالودية غير أنه أسر قبيل وفاته من قبل حاكم بهرسير عدي بن الحارث بن رويم الذي حاول الحصول على فدية لإطلاق سراحه.
تميز عهده كبطريرك بخلافات عدة مع أساقفة فارس وقطر الذين رفضوا سلطته عليهم، كما عرف عنه قيامه بعدة إصلاحات طقسية.